# Róbert Koltai
Dans le nom hongrois Koltai Róbert, le nom de famille précède le prénom, mais cet article utilise l’ordre habituel en français Róbert Koltai, où le prénom précède le nom.
Róbert Koltai est un acteur et réalisateur hongrois né le 16 décembre 1943 à Budapest (Hongrie). Son épouse était l'actrice Judit Pogány de 1971 à 2006.

## Biographie
Il termine en 1968 l'École supérieure d'art dramatique et cinématographique de Budapest. Il épouse en 1971 Judit Pogány. Il commence sa carrière au Théâtre Gergely Csíky de Kaposvár, mais joue également dans les Théâtres nationaux de Budapest et de Pécs, ainsi qu'au Théâtre Petőfi (hu) de Veszprém. C'est surtout en tant qu'acteur et réalisateur de cinéma qu'il devient célèbre.  

## Filmographie partielle

### Comme acteur
- 1976 : Azonosítás de László Lugossy
- 1989 : Mémoires d'un fleuve (Tutajosok) de Judit Elek